# Cerro las Iguanas
Cerro las Iguanas är en ort i Mexiko.   Den ligger i kommunen San Andrés Tuxtla och delstaten Veracruz, i den sydöstra delen av landet, 400 km öster om huvudstaden Mexico City. Cerro las Iguanas ligger 252 meter över havet och antalet invånare är 1 844.
Terrängen runt Cerro las Iguanas är kuperad åt nordost, men åt sydväst är den platt. Runt Cerro las Iguanas är det ganska tätbefolkat, med 83 invånare per kvadratkilometer. Närmaste större samhälle är San Andres Tuxtla, 4,4 km norr om Cerro las Iguanas. Omgivningarna runt Cerro las Iguanas är en mosaik av jordbruksmark och naturlig växtlighet.